# Distrito electoral federal 14 de Guanajuato
El XIV Distrito Electoral Federal de Guanajuato es uno de los 300 distritos electorales en los que se encuentra dividido el territorio de México para la elección de diputados federales y uno de los 15 en los que se divide el estado de Guanajuato. Su cabecera es la ciudad de Acámbaro.
El Décimo Cuarto Distrito Electoral de Guanajuato está ubicado en la zona sureste del estado de Guanajuato e integran los municipios de Acámbaro, Apaseo el Alto y Apaseo el Grande, Coroneo, Jerécuaro y Tarandacuao.

## Distritaciones anteriores

### Distritación 1996 - 2005
Entre 1996 y 2005 el Décimo Cuarto Distrito se encontraba en la misma zona, integrado por los mismos municipios a excepción de los de Apaseo el Alto y Apaseo el Grande.
El Distrito 14 fue creado en 1996, por lo que únicamente a electo diputados desde 1997 a la LVII Legislatura.

## Diputados por el distrito
| Diputado                                                                          | Grupo parlamentario | Legislatura                | Periodo     |
| --------------------------------------------------------------------------------- | ------------------- | -------------------------- | ----------- |
| Vicente López                                                                     |                     | III                        | 1863 - 1865 |
| José María Lozano                                                                 |                     | IV                         | 1867 - 1868 |
| Luis Quintanar                                                                    |                     | V                          |             |
| Vacante                                                                           | Vacante             | VI                         |             |
| Miguel Malo                                                                       |                     | VII                        | - 1875      |
| Joaquín Obregón González                                                          |                     | VIII                       | 1875 - 1878 |
| Octaviano Dávalos Obregón                                                         |                     | IX                         | 1878 - 1880 |
| Rafael Pérez Gallardo                                                             |                     | X XI                       | 1880 - 1884 |
| Vacante                                                                           | Vacante             | XII                        | 1884 - 1886 |
| Francisco Malo                                                                    |                     | XIII                       | 1886 - 1888 |
| Enrique Mont                                                                      |                     | XIV                        | 1888 - 1890 |
| Francisco García López                                                            |                     | XV XVI                     | 1890 - 1894 |
| José Manuel de Sauto                                                              |                     | XVII XVIII XIX XX XXI XXII | 1894 - 1906 |
| Vacante                                                                           | Vacante             | XXIII                      | 1906 - 1908 |
| Fernando Vega                                                                     |                     | XXIV                       | 1908 - 1910 |
| Bernabé de la Barra                                                               |                     | XXV                        | 1910 - 1912 |
| Francisco Ramón Roa                                                               |                     | XXVI                       | 1912 - 1913 |
| Nicolás Cano                                                                      |                     | Constituyente              | 1916 - 1917 |
| Federico Montes                                                                   | PLN                 | XXVII XXVIII               | 1918 - 1920 |
| José Méndez                                                                       |                     | XXIX                       | 1920 - 1922 |
| José M. Gutiérrez                                                                 |                     | XXX XXXI                   | 1922 - 1926 |
| Joaquín Torreblanca                                                               |                     | XXXII                      | 1926 - 1928 |
| Esteban Bueno                                                                     | PRG                 | XXXIII                     | 1928 - 1930 |
| El XIV distrito es suprimido en 1930. Es restablecido en la distritación de 1996. |                     |                            |             |
| Pedro Magaña Guerrero                                                             |                     | LVII                       | 1997 - 2000 |
| Fernando Ugalde Cardona                                                           |                     | LVIII                      | 2000 - 2003 |
| Rubén Torres Zavala                                                               |                     | LIX                        | 2003 - 2006 |
| Martín Malagón Ríos                                                               |                     | LX                         | 2006 - 2009 |
| Ramón Merino Loo                                                                  |                     | LXI                        | 2009 - 2012 |
| José Luis Oliveros Usabiaga                                                       |                     | LXII                       | 2012 - 2015 |
| César Larrondo Díaz                                                               |                     | LXIII                      | 2015 - 2018 |
| María Eugenia Espinosa Rivas                                                      |                     | LXIV                       | 2018 - 2021 |
| Esther Mandujano Tinajero                                                         |                     | LXV                        | 2021 -      |

## Resultados electorales

### 2009
|         | Partido Acción Nacional                        |  | Ramón Merino Loo                |  |  |
|         | Partido Revolucionario Institucional           |  | Francisco Javier Cañada Melecio |  |  |
|         | Partido de la Revolución Democrática           |  | Pompeyo García Rosillo          |  |  |
|         | Coalición Salvemos a México (PT, Convergencia) |  | Raquel Arenas Maldonado         |  |  |
|         | Partido Verde Ecologista de México             |  | Daniel Hernández Hernández      |  |  |
|         | Partido Nueva Alianza                          |  | César Ávila Monroy              |  |  |
|         | Partido Socialdemócrata                        |  | María Estela Aguillón López     |  |  |
|         | No registrados                                 |  |                                 |  |  |
|         | Nulos                                          |  |                                 |  |  |
| Total   |                                                |  |                                 |  |  |
| Fuente: |                                                |  |                                 |  |  |